# Sphindinae
Sphindinae es una subfamilia de coleópteros polífagos.

## Géneros
- Aspidiphorus -
- Carinisphindus -
- Eurysphindus -
- Genisphindus -
- Notosphindus -
- Sphindus